# 伊原六花のMBSヤングタウン
『伊原六花のMBSヤングタウン』（いはらりっかのエムビーエスヤングタウン）は、2024年（令和6年）4月5日から毎週金曜日の原則として22時から23時に放送されているMBSラジオ『MBSヤングタウン』金曜版の番組である。

## 概要
2018年（平成30年）4月度（春季）改編で、MBSラジオは1999年（平成11年）10月度（秋季）改編時で、土・日曜を除いて一旦終了していた深夜番組『MBSヤングタウン』（枠自体は1967年（昭和42年）から設立）の『金曜版』の放送を18年半ぶりに再開、アリスが担当していた。そのアリスのメンバーの一人・谷村新司が2023年（令和5年）3月から病気療養により欠席、その間は堀内孝雄と矢沢透を中心に、随時ゲストコーナーを交えて放送を行っていたが、谷村が2023年10月に死去したことを受け、2024年1月に、同年3月をもってアリスが金曜版の担当を終了することを発表した。
そのアリスの後任について、MBSラジオは2024年3月18日の同4月度改編の説明発表会で、大阪出身の女優・伊原六花をパーソナリティーに迎えることになったと発表した。『ヤンタン』において、女性が1人でMCを務めるのは番組史上初めてのことである。
番組では様々な興味・好奇心を持つ伊原がリスナーや不定期でゲストを交えながら、こだわりのトークを展開する。なお基本生放送であるが、伊原の出演スケジュールの都合で生放送できない場合は、撮って出し（疑似生放送形式）での事前収録となる日があり、その場合はYouTubeの番組公式チャンネルで収録の模様が公開される。金曜日に2本分を行う場合は原則として、先に翌週放送分の録って出し収録（擬似生）を行い、その後に生放送を行うのが基本であるが、放送日である金曜日でもまれに、収録のみを2-3本まとめて行い、後日録って出しを行うパターンもある。
なお放送枠は『アリスのヤンタン』同様60分（他曜日は90分）で据え置きとなる。また、『アリスのヤンタン』の時代とは異なり、番組開始当初はノースポンサーで生放送時はノーCM、事前収録である場合はパーティシペーションによるスポットCMが放送されていたが、5月3日放送から、表面上はアライ興産が1社提供となり、最初のゾーンのみ毎週CMが放送されている（後半パートは従前に同じ）。

## 主なコーナー
- テーマに沿ったトーク（詳細上述）

テーマトークで取り上げた内容
1. 伊原の自己紹介と伊原が持つこだわり・好きなもののすべて
2. 舞台・ミュージカル
3. 漫画（事前収録）
4. 昭和・平成の歌謡曲
5. 芋（事前収録）
6. 動植物（同）
7. ボディーメーク（同）
8. 映画
9. 読書（事前収録）
10. 舞台・ミュージカル（2）（同）
11. 漫画（2）（同）
12. レコード音楽
13. 料理（事前収録）
14. ダンスミュージック
15. レコード音楽（2）
16. 旅（事前収録）
17. 大阪（同上）
18. ダブリンの鐘つきカビ人間の感想（同上）
19. 夏（同上）
20. 部活動（同上）
21. 怖い話（同上）
22. 夏の思い出（同上）
23. 東京（同上）
24. 今の時期に聞きたい音楽
25. 友達（事前収録　ゲスト:野性爆弾・くっきー!（伊原担当後初のゲスト。ただテーマトークの大半はくっきー!とのプライベートトークで占められ、友達についての投書はほとんど紹介されなかった））
26. アート（芸術）
27. ゲーム（事前収録。本来は9月27日の生放送後に事前収録する予定で告知していたが、諸事情により生放送前の事前収録に変更された）
28. 恋バナ（恋愛体験談）
29. 美容（事前収録）
30. レコード音楽（3）
31. お菓子（事前収録）
32. サウナ・風呂（事前収録）
33. 映画
34. 失敗談（事前収録）
35. 本・読書（2）
36. 冬の始まり（事前収録）
37. 推し活（事前収録。伊原出演の映画「ふしぎ駄菓子屋 銭天堂」関連）
38. ゲスト：京典和玖との対談（事前収録）
39. 2024年内のイベントたち、どうだった?（この回が2024年内最後の放送回となるため）
40. 2025年の私たち（事前収録。この回が2025年最初の放送回となるため）
41. 2025年の最新プレイリスト
42. 映画（2）（事前収録）
43. 漫画（3）

- これって私だけ? - リスナーが、「これって自分だけ?」と思える、他人とは違う行動・こだわりを紹介してもらい、それを伊原が「これって自分だけ?」かどうかを判定する。